# Grijze kongeraal
De grijze kongeraal (Conger esculentus) is een straalvinnige vis die behoort tot de zeepalingen (Congridae). De vis kan een lengte bereiken van 160 cm.

## Leefomgeving
De grijze kongeraal is een zoutwatervis. De vis prefereert een tropisch klimaat en leeft hoofdzakelijk in de Atlantische Oceaan. De diepteverspreiding is tot 100 m onder het wateroppervlak.

## Relatie tot de mens
De grijze kongeraal is voor de visserij van beperkt commercieel belang. In de hengelsport wordt er weinig op de vis gejaagd.